# Classe Brinio
La Classe Brinio (parfois appelée classe Gruno) est une classe de trois canonnières construite dans le milieu des années 1910 pour la Marine royale néerlandaise (Koninklijke Marine).
Tous les navires de cette classe ont été construits entre 1911 et 1915 par le Rijkswerf à Amsterdam et étaient encore en service au début de la Seconde Guerre mondiale. Bien que ces navires soient dépassés parce qu'ils ne sont pas équipés d'une artillerie anti-aérienne, ils pouvaient encore être efficaces grâce à leurs canons relativement lourds.

## Les unités
| Nom    | Chantier naval | Pose de la quille | Lancement    | Mis en service   | Fin de carrière | Photo |
| ------ | -------------- | ----------------- | ------------ | ---------------- | --------------- | ----- |
| Brinio | Rijkswerf      | 16 octobre 1911   | 12 août 1912 | 8 septembre 1914 | 14 mai 1940     |       |
| Friso  | Rijkswerf      | 2 novembre 1911   | 29 août 1912 | 12 juillet 1915  | 12 mai 1940     |       |
| Gruno  | Rijkswerf      | 12 février 1912   | 26 mai 1913  | 15 juillet 1915  | Janvier 1950    |       |

## Caractéristiques techniques
Les navires de la classe Brinio avaient des dimensions de 52,5 par 8,5 mètres et avaient un tirant d'eau de 2,8 mètres. Les navires étaient blindés, la ceinture de blindage et le blindage de la tourelle avaient une épaisseur de 51 mm et le pont avait un blindage de 16 mm. Les navires étaient propulsés par deux moteurs diesel Sulzer suisses qui, ensemble, produisaient une puissance de 1 200 à 1500 cv. Les navires pouvaient charger 35 tonnes de mazout et avaient une vitesse maximale de 15 nœuds. Tout cela a permis aux navires d'avoir un déplacement de 542 tonnes.

## Armement
Les navires de la classe Brinio étaient équipés de quatre canons semi-automatiques de 105 mm de Krupp. En plus de ces canons, les navires étaient également équipés de diverses mitrailleuses. Après la traversée vers le Royaume-Uni en 1940, le Gruno a été équipé de deux canons antiaériens de 40 mm, d'un système radar et de grenades sous-marines.

## Histoire
Tous les navires étaient encore en service au début de la Seconde Guerre mondiale. Seul Gruno a pu s'échapper vers le Royaume-Uni. Friso a été coulé par des bombardiers allemands le 12 mai 1940 sur l'IJsselmeer et Brinio a été sabordé par son propre équipage sur l'IJsselmeer le 14 mai 1940 après avoir été endommagé par un avion allemand.